# Pixtoro
Pixtoro fue un rey indígena de Costa Rica, perteneciente a la etnia huetar, que gobernaba en 1569 una comunidad llamada Quercó o Quircot, integrada por 1500 individuos, aunque también se ha sugerido que esa cifra podría representar familias y no personas.

El rey Pixtoro aparece mencionado en los documentos relativos a las nóminas de pueblos indígenas dados en encomienda en 1569 por el gobernador español Pero Afán de Ribera y Gómez. Quircot y otro pueblo llamado Yara fueron encomendados conjuntamente a un conquistador llamado Román Benito. Los textos indican que ambos pueblos estaban juntos y se hallaban a tres leguas de la ciudad de Cartago (en su emplazamiento original en la confluencia de los ríos Purires y Coris).